# Johann Conrad Winz
Johann Conrad Winz (* 18. Januar 1757 in Stein am Rhein; † 26. August 1828 in Schaffhausen; heimatberechtigt in Stein am Rhein und ab 1816 in Schaffhausen) war ein Schweizer Gerichtsschreiber, Plantagenleiter, Sklavenhändler und Politiker.

## Leben

### Familie
Johann Conrad Winz entstammte der angesehenen Familie Winz und war der Sohn des Obervogts in Ramsen und Stadtvogts Johann Conrad Winz (1723–1788) und von dessen Ehefrau Maria Barbara (geb. Olbrecht) aus Lohr am Main im Kurfürstentum Mainz.
Er war seit dem 21. Oktober 1802 mit Maria Magdalena (* 30. Oktober 1782 in Schaffhausen; † 1. September 1852), der Tochter des Politikers Beat Wilhelm von Waldkirch, verheiratet; ihre Mutter war Maria Magdalena (1749–1820), die Tochter des Rittmeisters Georg Ludwig Stokar von Neunforn. Nach der Hochzeit liess er sich dauerhaft in Schaffhausen nieder. Gemeinsam mit seiner Ehefrau hatte er vier Söhne und eine Tochter; zu seinen Söhnen gehörte auch der spätere Bürgermeister von Schaffhausen August Winz (1807–1869).
Am 5. November 1802 kaufte er durch Vermittlung seines Schwiegervaters das Haus zum Grüt auf dem Herrenacker 4 in Schaffhausen. Es war im Besitz des Junkers Laurenz Ziegler (1772–1807), der sich zur Zeit des Kaufes in Suriname aufhielt. Johann Conrad Winz zahlte die Kaufsumme von 6.000 Gulden in bar. Am selben Tag erwarb er für die Summe von 15.000 Gulden von Niklaus Stokar von Neunforn den Landsitz Rittergut in Neuhausen am Rheinfall. Er liess das Wohnhaus in klassizistischem Stil umbauen und einen französischen Garten mit Terrasse anlegen. Er bezeichnete sein Landgut in Neuhausen, direkt gegenüber dem Zürcherischen Schloss Laufen gelegen, als Berbice. Unter diesem Namen erschien das Gut zum ersten Mal im Jahr 1810. Sein Sohn August Winz verkaufte das Gut 1858, das als Gasthof den Namen Hôtel Bellevue erhielt. Bis heute erinnern der Häusername Berbice und die Bezeichnung Berbiceweg an den einstigen Verbannungsort von Johann Conrad Winz.
Im Jahr 1816 erteilte der Kleine Rat Johann Conrad Winz und seinen Kindern das Bürgerrecht der Stadt Schaffhausen. Für seine Bürgeraufnahme zahlte Winz dem Spital 1.200 Gulden und der Zunft zum Rüden 330 Gulden.

### Werdegang
Johann Conrad Winz war bis 1784 als Gerichtsschreiber in Stein am Rhein tätig. Aufgrund seiner Beteiligung am Widerstand gegen Zürich (siehe Steinerhandel) wurde er, gemeinsam mit seinem Vater, 1784 verhaftet und aus Stein nach Berbice verbannt, während sein Vater inhaftiert blieb. 
Nach einer Reise von sechzehn Wochen kam er am 4. Dezember 1785 in Berbice an. Er wurde durch den Sohn des verstorbenen Paulus Züblin, der die Plantage Schepmoed am Rio de Berbice leitete sowie dessen Nachbarn, der Bündner Vincent Conrad in die Plantagengeschäfte eingewiesen und plante anfangs, einen Kredit vom Rat in Zürich gewährt zu bekommen, um eine eigene Kaffeeplantage aufzubauen; er stand hierbei mit dem Ratsherrn Johann Heinrich Schinz (1725–1800) in Briefkontakt. Sollte der Kredit nicht gewährt werden, bat er um die Erlaubnis nach Nordamerika auswandern zu dürfen. Auf Antrag der von Schinz präsidierten Sonderkommission beschloss der Rat, Johann Conrad Winz über Züblin fünfundzwanzig Louis d’or zu senden mit der Bemerkung, dass dies die letzte Unterstützung sei. 1786 teilte Winz dann Schinz mit, dass er sein Plantagenprojekt widerrufe, weil für die nächsten Jahre keine neuen Sklaven mehr in Berbice zu erwarten seien und bat dabei nochmals um die Genehmigung nach Nordamerika oder Holland auswandern zu dürfen. Kurz nachdem er den Brief versandt hatte, wurde ihm die Stelle eines Direktors einer anderen Plantage angeboten. Die Familie des Besitzers war während einer Revolte von den eigenen Sklaven massakriert worden. Johann Conrad Winz nahm das Angebot an, brachte die Sklaven der Plantage unter seine Kontrolle und es gelang ihm mit fünfzehn Sklaven eine überdurchschnittliche Kaffeeernte einzubringen; hierbei wurden einflussreiche holländische Verwaltungsstellen auf ihn aufmerksam. Ihm wurde kurz darauf die Leitung der grösseren Kaffeeplantage Middelburgs Weelvaare anvertraut, zu der 60.000 Kaffebäume und 80 Sklaven zählten. Zu seinem Jahresgehalt von 600 Gulden jährlich, hatte er weitere Einnahme durch Handel und Spekulationsgeschäften mit Vieh, Wein und Sklaven. 
Nachdem ihm der Rat 1789 die Rückkehr nach Europa, bis auf eine Entfernung von zwanzig Stunden an die Schweizergrenze, erlaubte, blieb er jedoch vorerst in Berbice, weil er wegen der mangelnden Berufsausbildung kein Fortkommen in Europa sah. 1792 nahm ihn ein Engländer in seine Dienste; weil dieser nur selten auf der Plantage war, führte Johann Conrad Winz für diesen die ganze Handelsniederlassung. 
Zu den schweizerischen Kolonisten in Surinam gehörten eine ganze Reihe von Schaffhausern, darunter auch zwei jüngere Schwäger von Johann Conrad Winz, Franz (1771–1813) und Johann Conrad von Waldkirch (1784–1805). 
Er kehrte 1800 als vermögender Mann nach Schaffhausen zurück. Aufgrund der geänderten politischen Verhältnisse war Stein am Rhein als fünfter Distrikt dem Kanton Schaffhausen zugeteilt worden. Er sass während der Mediationszeit von 1803 bis 1814 im Schaffhauser Kantonsrat sowie von 1816 bis 1818 im Kleinrat.

### Beteiligung am Steinerhandel
1784 erhoben sich die Steiner Bürger gegen die zürcherische Herrschaft. Sie beriefen sich auf alte verbriefte Rechte, die ihnen während der über 300-jährigen Zugehörigkeit der ehemaligen Reichsstadt zum Zürcher Stadtstaat zugestanden wurden, unter anderem auf die im Schirmbrief von 1484 garantierten Rechte, sodass die Stadt Stein trotz der zürcherischen Oberhoheit, wichtige reichsstädtische Rechte und Freiheiten hatte. Allerdings sagte der Schirmbrief, der die gegenseitigen Rechte und Pflichten von Schirmherrn und Untertanen regelte, nichts über das Werberecht aus, allerdings leiteten die Steiner Bürger das Recht ab, in der Stadt einen Werbeplatz für fremde Dienste einzurichten. Die Frage wurde akut, als das Königreich Preussen im September 1783 ein entsprechendes Gesuch stellte. Gegen den Willen Zürichs bewilligte der Rat von Stein die Einrichtung eines Werbesammelplatzes. Die beiden führenden Männer im Widerstand gegen die Zürcher Landesherren waren Vater und Sohn Johann Conrad Winz, denn aufgrund alter Dokumente beharrten sie auf dem Werberecht und ermunterten auch die Bürger zum Widerstand.
Nachdem der Rat der Stadt Zürich über einen Zeitraum von sechs Monaten erfolglos versucht hatte, die zunehmenden Spannungen auf friedliche Weise zu regulieren, ergriffen am 9. März 1784 drei Zürcher Kompanien unter dem Kommando des Zunftmeisters und Schanzherrn Hans Kaspar Fries (1739–1805) Besitz von der Stadt und nötigten die Steiner dazu, sich dem Willen der Obrigkeit zu fügen. Während Stadtvogt Winz und sein Sohn als die Fackeln des Brandes in Hausarrest versetzt und bewacht worden waren, verhörte ein Viererausschuss des Zürcher Rates sechzig Steiner Bürger als Zeugen. Während des persönlichen Verhörs durch zwei Zürcher Ratsherren, darunter Johann Heinrich Schinz, gestand der junge Winz, dass er führend am Aufstand beteiligt gewesen war und die Aufständischen Zürichs Landeshoheit bestritten hätte, aus Furcht, Stein könnte seine alten Vorrechte verlieren. Die Steiner Angelegenheit wurde von den Zürcher Klein- und Grossräten behandelt und eine Minderheit plädierte für eine schonende Nachsicht, unter anderem hätten die beiden Winz einen grossen Anhang und es wäre nicht klug politische Märtyrer zu schaffen.
Ein Ratsdekret vom 14. April 1784 verurteilte die beiden Haupträdelsführer. Der 60-jährige Stadtvogt wurde aller seiner Ehren und Ämter enthoben und zu zehnjähriger Haft verurteilt. Vier Jahre später, 1788, starb er während der Gefangenschaft in Zürich. Sein Sohn verlor ebenfalls Ehre und Ämter und wurde, wie der Vater, bis zur weiteren Verfügung in Zürich inhaftiert. Am 14. Juni 1784 erteilte die Regierung den Geheimen Räten und dem Steiner Ausschuss, der Steinerschen Ehrencommission, den Auftrag, darüber zu beraten und Vorschläge einzureichen, wohin der junge Winzen aus Europa verbannt werden soll. Der Zürcher Obervogt in Weinfelden besprach die Sache mit dem St. Galler Obervogt Johann Georg Zollikofer von Altenklingen (1751–1809) in Bürglen. Dessen Schwager Paulus Züblin, Sohn von Paulus Züblin, besass eine Plantage am Rio Berbice in Suriname und war bereit, Johann Conrad Winz dorthin zu nehmen.
Erst am 19. März 1785 konnte die Sonderkommission nach monatelangen, umständlichen Abklärungen dem Kleinen Rat einen Antrag stellen. Winz sollte entweder auf die Züblische Plantation in Berbice verbannt werden, oder, bei seiner Weigerung, sich dorthin einschiffen zu lassen, in die holländisch-westindischen Kompanie in Surinam eingereiht werden. Vor seiner Haftentlassung musste er sich verpflichten, ohne die Bewilligung des Zürcher Rates nie wieder in seine Vaterstadt zurückzukehren. Um seine Flucht auf der Reise möglichst zu verhindern, wurde er pro forma als Rekrut der holländisch-westindischen Kompanie eingereiht und er musste vor der Abreise Urfehde schwören. Anfang Juni 1785 begann die dreiwöchige Reise und über Frankreich nach Holland. Nach seiner Ankunft in Haag kam er, bis zu seiner Weiterreise, in die Obhut von Generalmajor Friedrich Ludwig Hess, dem Kommandanten des in Holland stationierten Schweizer Regiments und war bei einem Familienangehörigen des Plantagenbesitzers Züblin untergebracht. Dieser stellte ihm verschiedene Empfehlungen aus und vermittelte die Bekanntschaft einflussreicher Kaufleute.

## Mitgliedschaften
Johann Conrad Winz wurde als Mitglied in die Zunft zum Rüden in Schaffhausen aufgenommen.

## Schriften (Auswahl)
- Briefe von Johann Conrad Winz (1757–1828) an Johann Heinrich Schinz (1725–1800). In: Zentralbibliothek Zürich (Digitalisat).